# Tamaryokucha
Tamaryokucha är ett japanskt te som rullas till små kulor (dock sällan tydligt i slutprodukten), lite som vissa kinesiska oolonger.